# Now and Then (Status Quo)
Now and Then è un album del gruppo britannico Status Quo, uscito in edizione limitata nel 2005.

## Il disco
Si tratta di un triplo CD raccolta pubblicato in occasione del quarantennale del gruppo e racchiude per la maggior parte incisioni realizzate tra il 1996 ed il 2003, oltre ad alcuni brani tratti dal repertorio classico della band degli anni settanta e ottanta.
Pur pubblicato in edizione limitata e riservato per lo più al mercato collezionistico, il prodotto entra nelle classifiche inglesi al n. 49.

## Tracce

### Tracce disco 1
1. Rockin' All Over the World - 3:33 -  (John Fogerty)
2. Caroline - 3:43 -  (Rossi/Young)
3. Down Down - 3:49 -  (Rossi/Young)
4. Roll Over Lay Down - 5:41 -  (Rossi/Young/Parfitt/Lancaster/Coghlan)
5. Rock'n'Me - 2:47 -  (Miller)
6. Fun, Fun, Fun - 4:01 -  (Wilson/Love)
7. Don't Bring Me Down - 3:57 -  (Lynne)
8. Lucille - 2:58 -  (Collins/Penniman)
9. Memphis Tennessee - 2:30 -  (Berry)
10. Roll Over Beethoven - 3:06 -  (Berry)
11. Born to Be Wild - 4:31 -  (Bonfire)
12. Hound Dog - 2:19 -  (Lieber/Stoller)
13. Tobacco Road - 2:39 -  (Loudermilk)
14. Takin' Care of Business - 5:07 -  (Bachman)
15. Sweet Home Chicago - 2:43 -  (Johnson)
16. Runaround Sue - 2:29 -  (Dimicci/Maresca)
17. Rave on - 2:51 -  (Petty/Tilghman/West)
18. Pump It Up - 3:30 -  (Costello)

### Tracce disco 2
1. Whatever You Want - 4:01 -  (Parfitt/Bown)
2. The Anniversary Waltz Part 1 - 5:30 -  (Anthony King/Chuck Berry/Collins/Dave Bartholomew/Ernie Maresca/Hammer/Lee/Mack/Mendelsohn/Richard Wayne Penniman/Robert "Bumps" Blackwell)
3. In the Army Now - 3:40 -  (Bolland/Bolland)
4. Down the Dustpipe - 2:21 -  (Groszman)
5. Crawling from the Wreckage - 2:42 -  (Parker)
6. Don't Stop - 3:39 -  (McVie)
7. Do It Again - 3:39 -  (Edwards/Bown)
8. All Stand Up - 4:08 -  (Rossi/Young)
9. All Day and All of the Night - 2:28 -  (Davis)
10. All Around My Hat - 3:56 -  (trad. ar. Hart/Knight/Prior/Johnson/Kemp/Pegrum)
11. Claudette - 2:01 -  (Orbison)
12. Centerfold - 3:48 -  (J. Geils Band)
13. Get Back - 3:23 -  (Lennon/McCartney)
14. Good Golly Miss Molly - 2:05 -  (Blackwell/Marascalco)
15. I Fought the Law - 3:04 -  (Curtis)
16. I Can Hear the Grass Grow - 3:24 -  (Wood)
17. Johnny and Mary - 3:35 -  (Palmer)
18. Junior's Wailing - 3:28 -  (White/Pugh)

### Tracce disco 3
1. Something ‘Bout You Baby I Like - 2:57 -  (Supa)
2. Paper Plane - 2:55 -  (Rossi/Young)
3. Mystery Song - 3:58 -  (Parfitt/Young)
4. What You're Proposin’ - 4:15 -  (Rossi/Frost)
5. Heavy Traffic - 4:23 -  (Rossi/Young/Edwards)
6. Mony Mony - 2:58 -  (Bloom/Gentry/James/Cordell)
7. Old Time Rock and Roll - 2:57 -  (Jackson/Jones)
8. On the Road Again - 5:22 -  (Jones/Wilson)
9. Proud Mary - 3:31 -  (John Fogerty)
10. Way Down - 2:51 -  (Martine)
11. Safety Dance - 3:56 -  (Doroschuk)
12. The Future's So Bright - 3:36 -  (McDonald)
13. Raining in My Heart - 3:33 -  (Bryant/Bryant)
14. When I'm Dead and Gone - 3:11 -  (Gallagher/Lyle)
15. You Never Can Tell - 3:51 -  (Berry)
16. Wild One - 3:47 -  (O'Keefe/Greenan/Owens)
17. When You Walk in the Room - 4:07 -  (De Shannon)
18. Jam Side Down - 3:27 -  (Britten/Dore)

## Formazione
- Francis Rossi (chitarra solista, voce)
- Rick Parfitt (chitarra ritmica, voce)
- Alan Lancaster (basso, voce)
- John 'Rhino' Edwards (basso)
- John Coghlan (percussioni)
- Jeff Rich (percussioni)
- Andy Bown (tastiere)

## Altri musicisti
- Andy Bown (tastiere)
- Bernie Frost (cori)
- Bob Young (armonica a bocca)
- The Beach Boys in Fun, Fun, Fun
- Brian May in Raining in My Heart